# Wim van der Gijp
Wim van der Gijp (Dordrecht, 23 oktober 1928 – aldaar, 19 maart 2005) was een Nederlands profvoetballer.
Van der Gijp startte zijn voetbalcarrière, evenals zijn broers Cor, Janus en Freek en neef Jur, bij het Dordtse Emma. In 1954 werd hij, twee maanden nadat zijn broer Cor zijn debuut gemaakt had, uitgenodigd voor een wedstrijd van het Nederlands voetbalelftal. Op 30 mei 1954 speelde hij zijn enige interland in Zürich tegen Zwitserland, die met 3–1 verloren werd.
Na het invoeren van het profvoetbal verkaste Van der Gijp naar Sparta, waar hij op het middenveld kwam te spelen. Van der Gijp zou tot 1960 spelen bij Sparta, waar hij in 150 wedstrijden 43 doelpunten zou scoren. In 1959 werd Van der Gijp met Sparta landskampioen.
Na zijn profcarrière bouwde Van der Gijp zijn carrière af bij DHC. In 1961 werd zijn zoon René geboren, die ook als profvoetballer het Nederlands voetbalelftal zou halen.
Na zijn actieve voetballoopbaan, richtte Van der Gijp zich op zijn beroep als stempeltekenaar bij brandkastenfabrikant Lips. Ook was hij als trainer actief bij diverse amateurclubs. In 1971 behaalde hij met Zwart Wit '28 het landskampioenschap bij de amateurs.
Wim van der Gijp overleed op 19 maart 2005 op 76-jarige leeftijd aan de gevolgen van een hartstilstand.

## Carrièrestatistieken
| Seizoen         | Club            | Land            | Competitie                   | Competitie | Competitie | Beker | Beker | Internationaal | Internationaal | Overig | Overig | Totaal | Totaal |
| Seizoen         | Club            | Land            | Competitie                   | Wed.       | Dlp.       | Wed.  | Dlp.  | Wed.           | Dlp.           | Wed.   | Dlp.   | Wed.   | Dlp.   |
| --------------- | --------------- | --------------- | ---------------------------- | ---------- | ---------- | ----- | ----- | -------------- | -------------- | ------ | ------ | ------ | ------ |
| 1954/55         | Emma            | Nederland       | Eerste klasse D (Afgebroken) | –          | 11         | –     | –     | –              | –              | 0      | 0      | –      | 9      |
| 1954/55         | Emma            | Nederland       | Eerste klasse A              | –          | 8          | –     | –     | –              | –              | 0      | 0      | –      | 8      |
| 1955/56         | Sparta          | Nederland       | Hoofdklasse A                | –          | 9          | –     | –     | –              | –              | –      | 3      | –      | 12     |
| 1956/57         | Sparta          | Nederland       | Eredivisie                   | –          | –          | –     | 1     | –              | –              | 0      | 0      | –      | –      |
| 1957/58         | Sparta          | Nederland       | Eredivisie                   | –          | –          | –     | 2     | –              | –              | 0      | 0      | –      | –      |
| 1958/59         | Sparta          | Nederland       | Eredivisie                   | –          | –          | –     | 4     | –              | –              | 0      | 0      | –      | –      |
| 1959/60         | Sparta          | Nederland       | Eredivisie                   | –          | –          | –     | –     | 1              | 0              | 0      | 0      | –      | –      |
| 1960/61         | DHC             | Nederland       | Eerste divisie B             | –          | –          | –     | 0     | –              | –              | 0      | 0      | –      | –      |
| 1961/62         | DHC             | Nederland       | Eerste divisie A             | –          | –          | –     | 0     | –              | –              | 0      | 0      | –      | –      |
| Carrière totaal | Carrière totaal | Carrière totaal | Carrière totaal              | –          | –          | –     | 7     | 1              | 0              | –      | 3      | –      | –      |

## Erelijst
Sparta
| Nationaal     |    |         |
| Landskampioen | 1x | 1958/59 |
| KNVB Beker    | 1x | 1957/58 |